# Northrop Grumman E-8

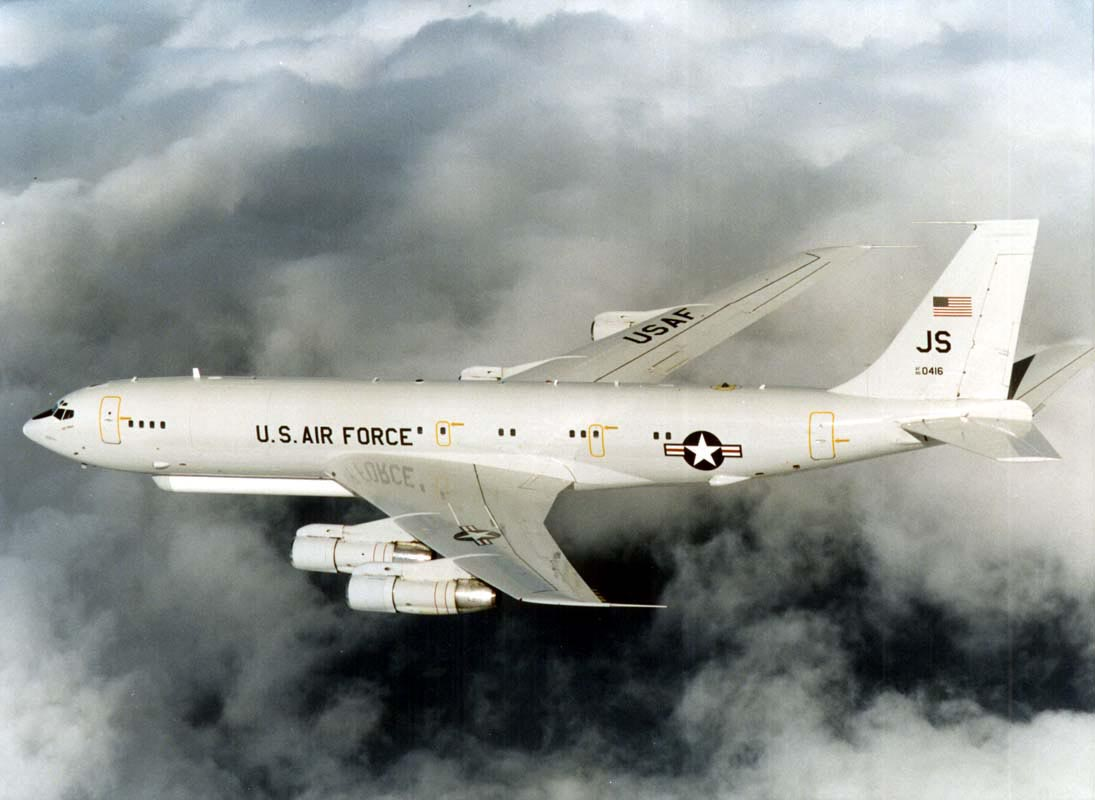
E-8C „Joint STARS“ der U.S. Air Force

Die Northrop Grumman E-8 Joint STARS ist ein Flugzeug der US Air Force (USAF), das zur Gefechtsfeldüberwachung eingesetzt wird. Es dient als fliegendes Kommando- und Kontrollzentrum für alle Einheiten und ist das für Bodenziele verwendete Gegenstück der E-3 Sentry AWACS, welche zur Luftraumaufklärung und -überwachung eingesetzt wird.

## Auftrag

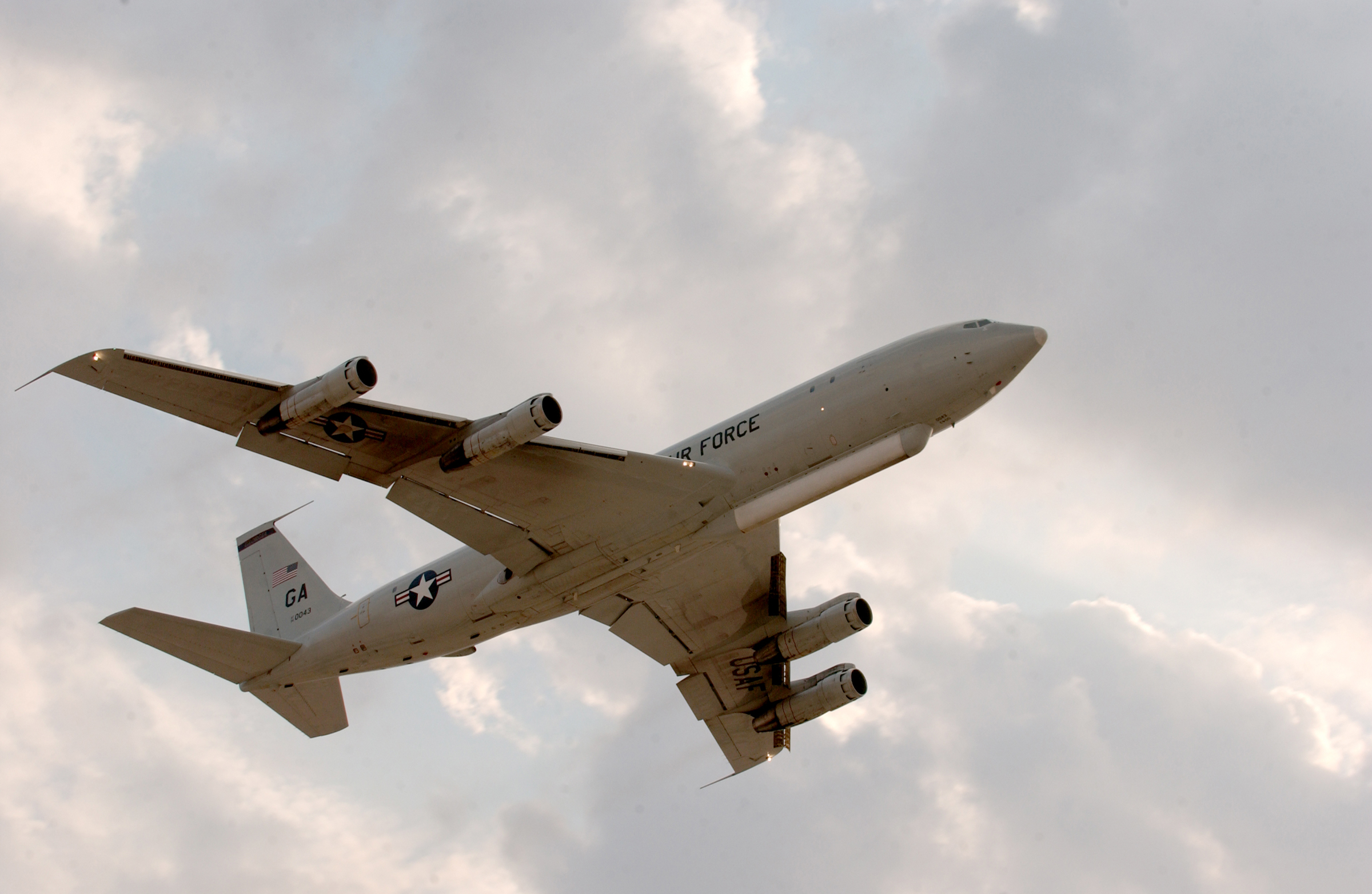
Das 12 m lange Radom an der Bugunterseite ist die äußerlich markanteste Änderung der E-8 gegenüber der 707

Die E-8 basiert auf der vom US-amerikanischen Flugzeughersteller Boeing gebauten Boeing 707-300 und ist mit verschiedenen Elektronik- und Radarsystemen ausgerüstet, äußerlich erkennbar an einem 12 Meter langen AN/APY-7-Seitensichtradar an der Unterseite des vorderen Rumpfes. Im Hauptdeck des Flugzeugs befinden sich 18 Arbeitsplätze für die Operatoren, die die Radarsysteme, die Elektronik und die Kommunikation bedienen und überwachen.
Das AN/APY-7-Synthetic Aperture Radar der E-8 kann unabhängig vom Wetter und der Tageszeit Truppen- und Fahrzeugbewegungen auf über 250 km Entfernung erfassen. Die gesammelten Informationen werden ausgewertet, mittels Link 16 gesendet und dienen dann ohne Zeitverzögerung zur Anweisung und Lenkung der eigenen Armee-Einheiten am Boden. Auch können Kampfflugzeuge, Kampfhubschrauber sowie Artillerie- und Raketeneinheiten Daten für Angriffsziele erhalten. Es ermöglicht ein umfassendes Bild des Schlachtfelds und ist eine sehr wichtige Komponente für das Sensor-Gitter des Network Centric Warfare.

## Entwicklung und Einsatz

### JSTARS
USAF und US Army entwickelten in den 1970er Jahren jeweils ihr eigenes luftgestütztes Aufklärungssystem für Feindbewegungen: Das Pave Mover-Programm der Air Force umfasste Radarüberwachung und Erkennung beweglicher Ziele einschließlich Waffenleitsystem und hatte die Testphase erfolgreich abgeschlossen, während die hubschraubergestützte Feinderkennung SOTAS der Army bei Versuchen Probleme bereitete. 1982 entschloss sich das US-Verteidigungsministerium, die Entwicklung als Gemeinschaftsprogramm unter dem Namen JSTARS (Joint Surveillance Target Attack Radar System; zu deutsch etwa: Gemeinsames Überwachungs-, Ziel- und Angriffs-Radarsystem), später Joint STARS, fortzuführen und hielt Ausschau nach einem passenden Träger für das System. Von 2012 an sollen diese Flugzeuge durch Northrop modernisiert werden, dabei wird unter anderem die Software der Bedienkonsolen auf Linux umgestellt.

### E-8
Im Mai 1984 entschied man sich für (gebrauchte) Boeing 707 als Plattform (nachdem man mit dem Tarnkappenflugzeug Tacit Blue experimentierte), im September 1985 erhielt Grumman den Auftrag für das Gesamtsystem, während das reichweitenstarke Seitensichtradar von Norden Systems geliefert werden sollte. Zunächst war der Bau von zwei Maschinen als Versuchsträger und zehn für den Einsatz bei der Air Force geplant. Die erste E-8A – eine ursprünglich 1968 an Qantas Airways ausgelieferte B707-300C – flog im April 1988. Noch in der Erprobungsphase flogen 1991 zwei E-8 rund 50 Einsätze im Rahmen der Operation Desert Storm im Zweiten Golfkrieg über Irak und Kuwait und überzeugten mit der Aufklärung irakischer Truppenbewegungen.
2008 wurden Pläne bekannt, die JSTARS-Flotte mit anderen Triebwerken auszustatten, dabei wurden zwei Möglichkeiten diskutiert, zum einen der Ersatz durch JT8D-219 von Pratt & Whitney, zum anderen durch CFM56 von General Electric. Die Ersparnis für die CFM56-Turbofans wurde mit ca. 27 % berechnet, die Ersparnis der JT8-Turbojets ist zwar geringer, da sie fast so alt sind wie die bereits verwendeten TF33, allerdings wäre der Zulassungsprozess aufgrund des gleichen Aufbaus von JT8 und TF33 deutlich preiswerter. Die Entscheidung fiel 2009 zugunsten der JT8-Lösung, allerdings wurden bis September 2016 keine Gelder für eine Umrüstung bereitgestellt, da bereits 2022 ein Nachfolger bereitstehen soll.
Die Maschinen werden von Northrop in Lake Charles, Louisiana, überholt, nach Instandsetzungs- und Modernisierungsarbeiten kam es mehrfach zu technischen Problemen mit Maschinen, die von der United States Air Force auf falsch durchgeführte Arbeiten von Northrop zurückgeführt werden. So wurde das Bodenradar einer Maschine beschädigt, weil die dafür vorgesehenen Ventile die im Radom während des Fluges entstehende Feuchtigkeit nicht abführen konnten; der Schaden beläuft sich Schätzungen zufolge auf mehr als 2 Millionen US-Dollar. Aufgrund des Zwischenfalls wurde vier weiteren JSTARS für etwa eine Woche ein Flugverbot auferlegt, aber keine weiteren Schäden festgestellt.

### Stationierung in Deutschland
Insgesamt sechs E-8 wurden Ende 2019 auf der Militärflugplatz Ramstein stationiert und waren mit dem Ausbruch des Ukrainekriegs täglich an der NATO-Ostflanke unterwegs. Ende September 2023 wurden die Flugzeuge jedoch ersatzlos zurückbeordert.

### Ende
2015 vergab die US-Regierung einen Auftrag zur Entwicklung eines JSTARS-Nachfolger an Northrop, Boeing und Lockheed Martin. Northrop bot daraufhin an, die bestehende E-8-Flotte als E-8D zu modernisieren und dass damit die Weiterentwicklung der Plattform zu 85 % abgeschlossen sei; andere Ideen sehen vor, einen Flugzeugtyp ähnlich der britischen Sentinel R1-Flotte auf Basis eines Geschäftsreiseflugzeugs zu entwickeln. Anfang 2018 gab die US-Luftwaffe bekannt, den US-Kongress mit dem Budget für 2019 aufzufordern, das Nachfolger-Programm einzustellen und die E-8-Flotte 2025 auszumustern. Zur Begründung führte Secretary of the Air Force Heather Wilson unter anderem an, dass man nicht davon ausgehe, dass ein entsprechendes, bemanntes Luftfahrzeug in einem bewaffneten Konflikt mit vertretbarem Risiko eingesetzt werden könne. Stattdessen soll eine Lösung beschafft werden, die auf dem Northrop APY-7-Radar beruht.

“It’s entirely possible that the Congress could say, ‚No, we want you to build JSTARS‘, they need to understand that we don’t believe JSTARS will survive and be able to be deployed and used in a highly contested environment — China or Russia — post-2025.”

„Für den durchaus nicht unwahrscheinlichen Fall, dass der Kongress sagt, ‚Nein, wir möchten, dass die JSTARS-[Nachfolge]-Plattform entwickelt wird‘, dann müssen die Mitglieder verstehen, dass wir nicht davon ausgehen, dass JSTARS in einer Auseinandersetzung mit China oder Russland überlebt und entsprechend verlegt und eingesetzt werden kann nach 2025.“

Bereits 2024 werden die letzten E-8 außer Dienst gestellt. Im Ernstfall wären solche Flugzeuge ein zu leichtes Ziel für die Flugabwehr der Gegenseite. In Zukunft wird die Gefechtsfeldüberwachung durch Satelliten sichergestellt.

## Einheiten
Alle 17 Maschinen gehören zum 461st Air Control Wing, das dem Air Combat Command unterstellt und auf der Robins Air Force Base, Georgia, etwa 150 Kilometer südöstlich von Atlanta, beheimatet ist.

## Versionen
- E-8A: Zwei Maschinen zur Erprobung der Ausrüstung von 1988–2000
- E-8B: Seit April 1988 geplante, aber im November 1989 gestrichene Version mit neuen Boeing 707; nur ein Prototyp (YE-8B) wurde gebaut.
- E-8C: Eigentliche Produktionsserie aus umgebauten B707; die letzte von 17 Maschinen wurde am 23. März 2005 ausgeliefert.

## Zwischenfälle
- Am 24. September 2005 wurde eine E-8C der US Air Force durch den Hurrikan Rita auf dem Lake Charles Municipal Airport in Louisiana schwer beschädigt.[10]
- Am 13. März 2009 wurde eine E-8 während einer Luftbetankung so schwer beschädigt, dass Kraftstoff aus mehreren Öffnungen in den Tragflächen floss; die Mission wurde abgebrochen und die Crew konnte sicher wieder in Katar landen. Bei der anschließenden Untersuchung wurde festgestellt, dass eine mit Reparaturen an den Tanks beauftragte Firma mehrere Druckausgleichsventile während der Arbeiten versiegelt und danach vergessen hatte, diese zu entfernen, so dass es zu einem Überdruck gekommen war, der die Struktur des Flügels und die Außenhaut stark beschädigte. Die Kosten der Reparatur wurden von der USAF auf über 25 Millionen US-Dollar geschätzt.[11]

## Technische Daten

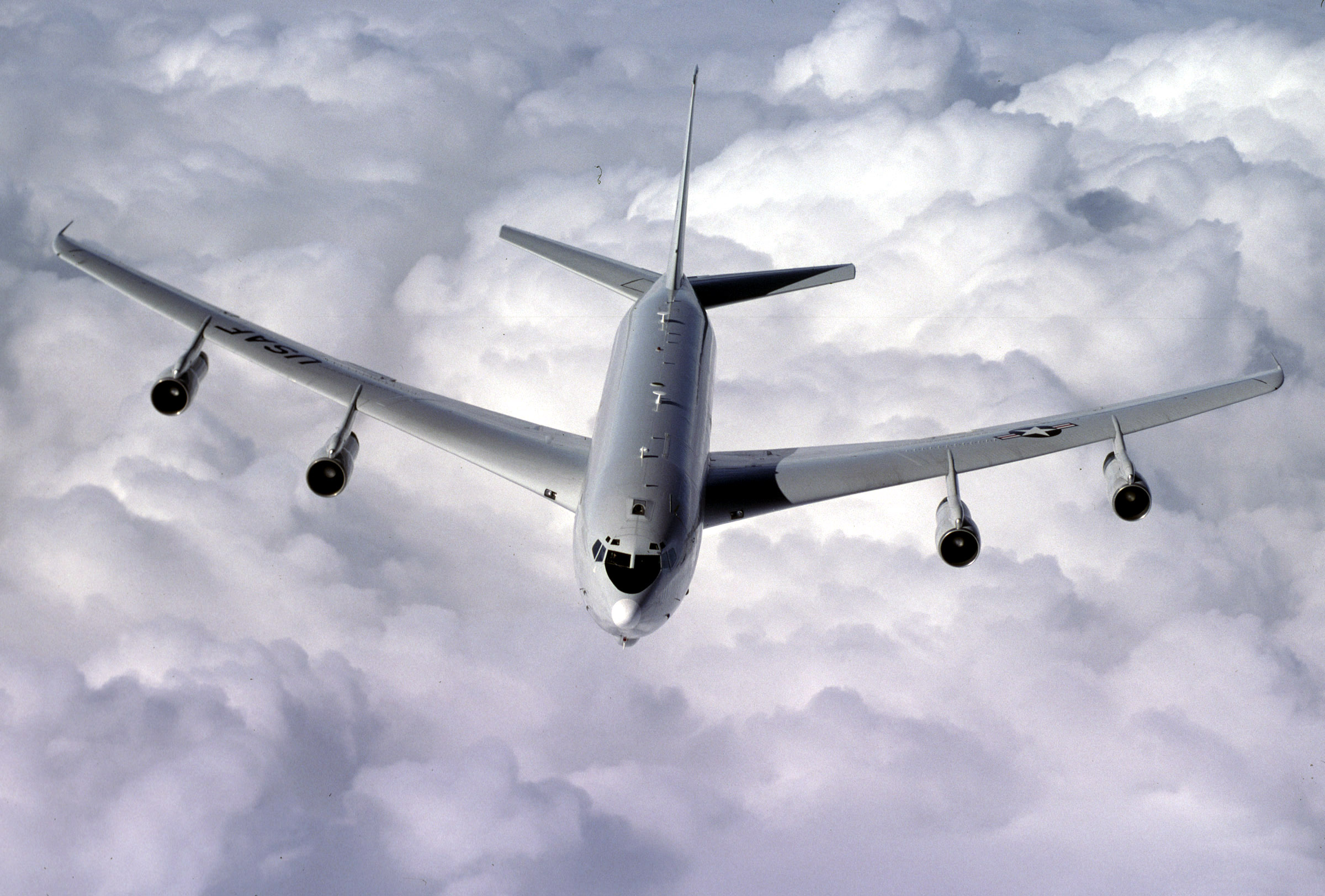
E-8 bei einem Luftbetankungsmanöver über Georgia

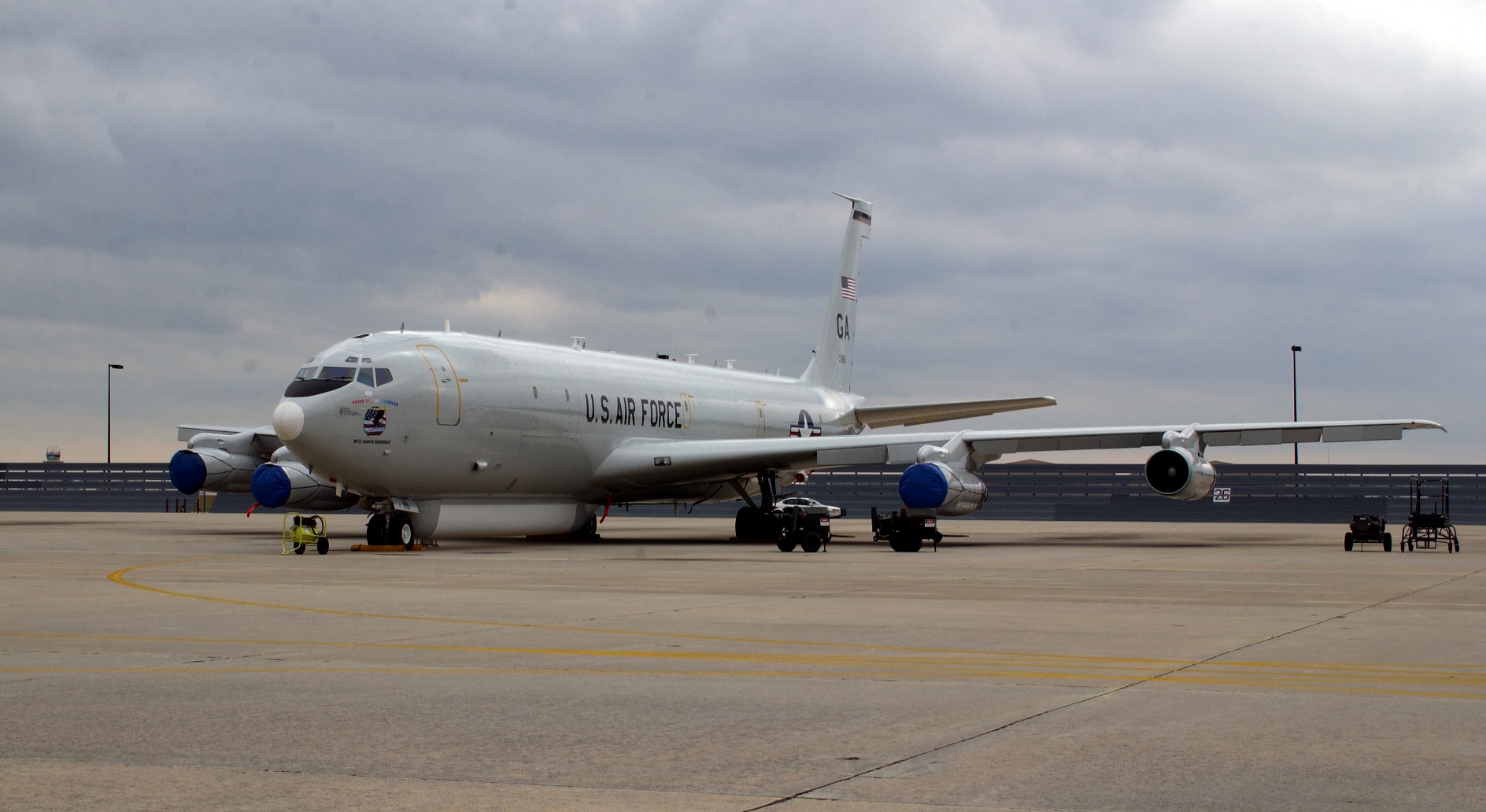
E-8 Joint STARS des 116th Air Control Wing

| Kenngröße             | Daten der E-8C                                               |
| --------------------- | ------------------------------------------------------------ |
| Besatzung             | 4 Cockpitbesatzung, 18 Operatoren                            |
| Länge                 | 46,61 m                                                      |
| Spannweite            | 44,42 m                                                      |
| Höhe                  | 12,95 m                                                      |
| Leermasse             | 77.564 kg                                                    |
| max. Startmasse       | 152.407 kg                                                   |
| Treibstoffkapazität   | 70.306 kg                                                    |
| Triebwerke            | 4 × Pratt & Whitney TF33-102C-Turbofans mit je 85,4 kN Schub |
| Marschgeschwindigkeit | 945 km/h                                                     |
| Höchstgeschwindigkeit | 973 km/h                                                     |
| Dienstgipfelhöhe      | 12.802 m                                                     |
| Einsatzdauer          | ca. 9 Stunden                                                |
| Reichweite            | 9270 km                                                      |